# Severino Zuazo
Severino Zuazo Ugalde (19 tháng 5 năm 1889 - 20 tháng 7 năm 1980) là một cầu thủ bóng đá người Tây Ban Nha thi đấu ở vị trí tiền đạo cho Athletic Club. Ông đã dành toàn bộ sự nghiệp của mình tại Athletic, và trở thành một trong những cầu thủ bóng đá đầu tiên chơi cho Athletic trong toàn bộ sự nghiệp của mình.
Ông là em trai của kiến trúc sư Secundino Zuazo.

## Tiểu sử
Ông sinh ra ở Bilbao, và bắt đầu chơi bóng đá vào năm 1908 tại câu lạc bộ quê hương Athletic Club. Zuazo đã đóng một vai trò quan trọng trong việc giúp câu lạc bộ giành chức vô địch Giải vô địch Khu vực phía Bắc vào năm 1914 và ba Cúp Nhà vua Tây Ban Nha vào năm 1910, 1911 và 1914. Ông là một trong những cầu thủ xuất sắc nhất từng chơi tại Cúp Nhà vua Tây Ban Nha, là cầu thủ ghi bàn hàng đầu với tổng cộng 5 bàn thắng, bao gồm cả hai trong chiến thắng 2-1 trước España FC trong trận chung kết. Ông cũng được ra sân ngay từ đầu trong trận đấu đầu tiên được chơi tại sân vận động San Mamés vào ngày 21 tháng 8 năm 1913, trong trận giao hữu với Racing de Irun, khai bóng và sau đó hỗ trợ Pichichi ghi bàn thắng đầu tiên được ghi trên sân vận động. Vào ngày 18 tháng 1 năm 1914, Zuazo trở thành cầu thủ thứ hai trong lịch sử lập hat-trick ở San Mamés trong trận đấu Giải vô địch khu vực đánh bại Sporting de Irún, đạt được kỳ tích chỉ vài phút sau khi cầu thủ vừa ra mắt Félix Zubizarreta ghi năm bàn trong trận đấu đó.

## Danh hiệu

### Câu lạc bộ
Athletic Bilbao
Giải vô địch Khu vực phía Bắc:
- Vô địch (1): 1914

Cúp Nhà vua Tây Ban Nha:
- Vô địch (3): 1910, 1911 và 1914